# Luigi Amodio
Pour les articles homonymes, voir Amodio.
Luigi Amodio (né le 7 août 1902 à Bologne et mort en 1942) est un clarinettiste italien.

## Biographie
Luigi Amodio étudie la clarinette dans la classe de Giovanni Bianchini au conservatoire de Bologne et en sort diplômé à 17 ans. 
À l'issue de ses études, il travaille pendant cinq années comme musicien indépendant à travers l'Italie et la Suisse. 
Le chef d'orchestre Arturo Toscanini le remarque et l'engage comme première clarinette dans l'orchestre de La Scala de Milan. 
Ayant besoin de revenus complémentaires en été, et aimant la natation, il choisit pendant la saison estivale  d'opéra et de ballet des engagements proches d'un lac ou de la mer. Bien que l'opéra de la Scala soit l'une des compagnies les plus célèbres et les plus prestigieuses du monde, elle n'offrait à l'époque aucune sécurité ni aucun régime de retraite à ses musiciens.
Les occasions de jouer de grands concertos de clarinette se sont finalement présentées à Luigi Amodio, en particulier celle de présenter le concerto de Weber avec l'orchestre philharmonique de Berlin.
Il a collaboré avec de nombreux musiciens de renommée mondiale, tels que les quatuors Poltronieri et Strub (en), avec lesquels il a joué et enregistré la plupart des principales compositions pour clarinette et quatuor à cordes. Amodio a joué avec Sergei Prokofiev dans sa pièce Ouverture sur des thèmes juifs en 1938 à Milan.
Quand la seconde Guerre mondiale est devenue imminente, Amodio a cherché la protection d'une chaire de professeur dans une école publique de Milan. Ses élèves les plus remarquables sont Gianni Schianni qui deviendra clarinette solo de l'orchestre de la Radio de Milan et Antoine-Pierre de Bavier. Amodio et son compère Giacomo Gandini ont introduit le style de jeu italien auprès des clarinettistes de l'époque.
Comme beaucoup de clarinettistes italiens de l'ancienne école, il joue avec un bec en cristal. 
Grand fumeur, on lui a diagnostiqué un cancer des poumons. Alors que la Seconde Guerre mondiale était bien engagée, il quitte, malade, sa famille pour se rendre à Berlin et enregistrer en moins d'un an, le quintette avec clarinette, le trio des quilles et le concerto pour clarinette de Mozart, le trio avec piano et le sextuor pour vents op. 71 de Beethoven, le grand duo concertant de Weber, les 3 Fantasie-Stücke op. 73 de Schumann, ainsi que le Quintette et la 1ère sonate de Brahms. 
Il décède en 1942 à l'âge de 40 ans au milieu de sa carrière.
Gianandrea Gavazzeni lui dédie la pièce Aria pour clarinette, cordes et deux cors en 1942 à sa mémoire.

## Enregistrements
- Johannes Brahms, Quintette avec clarinette Op.115 avec le quatuor d'Alberto Poltronieri (it) et Luigi Amodio (clarinette), Londres, ca. 1930, 4x78rpm, Columbia
- Luigi Amodio. La scala virtuoso, Clarinet Classics CC0028, 1999: avec Hans Munch-Holland (violoncelle), Luigi Amodio (clarinette), Hermann Hirschfelder (alto), Hermann Hubl (violon), Max Strub (violon). Enregistrements réalisés en 1942.
  - Ludwig van Beethoven (1770-1827), trio pour piano, clarinette et violoncelle n°4 en si bémol majeur, op. 11
  - Johannes Brahms (1833-1897), sonate pour clarinette et piano n° 1 en fa mineur, op. 120 n° 1
  - Wolfgang Amadeus Mozart (1756-1791), quintette pour clarinette et cordes en la majeur, K 581